# Variationsområde
Variationsområde är det område inom vilket ett statistisk variabel kan variera.  Det mått som beskriver spridningen i ett datamaterial som skillnaden mellan det största och det minsta värdet kallas variationsbredd eller variationsvidd.
För temperatur angiven i grader Celsius är variationsområdet från -273,16 och uppåt. Intelligenstest som använder CVB-skalan ger ett resultat mellan 0 och 123.